# タンナファクルー
タンナファクルーは、沖縄県の郷土菓子。

## 概要・起源
明治時代に、首里で菓子商を営む玉那覇二郎（タンナファ・ジルー）によって考案された。溶かした黒糖に小麦粉と重曹を混ぜてこね、丸く型抜きして焼いた安価で素朴な焼菓子である。元来、琉球王家にはクンペンという胡麻餡入りの高級菓子があったが、庶民には高嶺の花で手が届かなかった。タンナファクルーは、クンペンの代用品で餡を用いていない。
「タンナファクルー」という名称は二郎のあだ名に由来する。「クルー」は「黒（い人）」の意で、二郎が色黒であったためについたあだ名であったという。